# Ernesto I di Hohenlohe-Langenburg
Ernesto I di Hohenlohe-Langenburg (Langenburg, 7 maggio 1794 – Baden-Baden, 12 aprile 1860) è stato un principe tedesco della casata di Hohenlohe.

## Biografia
Ernesto era il figlio maggiore del principe Carlo Ludovico I di Hohenlohe-Langenburg (1762-1825) e della contessa Amalia Enrichetta di Solms-Baruth (1768-1847).
Dopo tre anni di studi alle università di Tubingen e Heidelberg, entrò al servizio militare della famiglia del Württemberg. Nel 1819 divenne membro del consiglio di Stato del Württemberg e nel 1833 venne nominato presidente degli Ständ locali, nonché nel 1835 presidente della "Camera dei gentiluomini" del parlamento federale dello Stato. Il suo servizio lo pose in condizioni di grande influenza nei confronti della famiglia reale del Württemberg.
I frequenti problemi di salute, costrinsero gradualmente Ernesto a rinunciare ai propri incarichi. Egli chiese le dimissioni dalla carica presidenziale nel 1858. Morì mentre si trovava a Baden-Baden nel 1860 e venne sepolto a Langenburg.

## Matrimonio e figli
Sposò, il 18 febbraio 1828 a Kensington Palace, la principessa Feodora di Leiningen (1807-1873), unica figlia del principe Carlo di Leiningen,  e della sua seconda moglie, la principessa Vittoria di Sassonia-Coburgo-Saalfeld. Fedora era la sorellastra della regina Vittoria del Regno Unito. Ebbero sei figli:
- Carlo Ludovico Guglielmo Leopoldo (1829-1907), sposò morganaticamente Marie Grathwohl;
- Elisa Adelaide Vittoria (1830-1851);
- Ermanno di Hohenlohe-Langenburg (1832-1913), sposò la principessa Leopoldina di Baden;
- Vittorio di Hohenlohe-Langenburg (1833-1891), sposò morganaticamente Laura Williamina Seymour;
- Adelaide di Hohenlohe-Langenburg (1835-1900) sposò il duca Federico VIII di Schleswig-Holstein-Sonderburg-Augustenburg;
- Feodora di Hohenlohe-Langenburg (1839-1872), sposò il duca Giorgio II di Sassonia-Meiningen;

## Ascendenza
|                                               |                                 |                                                | Genitori                                                |  |  | Nonni |  |  | Bisnonni                          |  |  | Trisnonni                                     |  |
|                                               |                                 |                                                |                                                         |  |  |       |  |  | 8. Ludwig zu Hohenlohe-Langenburg |  |  | 16. Albrecht Wolfgang zu Hohenlohe-Langenburg |  |
|                                               |                                 |                                                |                                                         |  |  |       |  |  | 8. Ludwig zu Hohenlohe-Langenburg |  |  | 16. Albrecht Wolfgang zu Hohenlohe-Langenburg |  |
|                                               |                                 | 17. Sofie Amalie von Nassau-Saarbrücken        |                                                         |  |  |       |  |  | 8. Ludwig zu Hohenlohe-Langenburg |  |  |                                               |  |
| 4. Christian Albrecht zu Hohenlohe-Langenburg |                                 |                                                |                                                         |  |  |       |  |  | 8. Ludwig zu Hohenlohe-Langenburg |  |  |                                               |  |
|                                               |                                 | 9. Eleonore von Nassau-Saarbrücken             | 18. Ludwig Kraft von Nassau-Saarbrücken                 |  |  |       |  |  |                                   |  |  |                                               |  |
|                                               |                                 | 9. Eleonore von Nassau-Saarbrücken             | 18. Ludwig Kraft von Nassau-Saarbrücken                 |  |  |       |  |  |                                   |  |  |                                               |  |
|                                               |                                 | 9. Eleonore von Nassau-Saarbrücken             | 19. Philippine Henriette zu Hohenlohe-Langenburg        |  |  |       |  |  |                                   |  |  |                                               |  |
| 2. Karl Ludwig zu Hohenlohe-Langenburg        |                                 | 9. Eleonore von Nassau-Saarbrücken             |                                                         |  |  |       |  |  |                                   |  |  |                                               |  |
|                                               |                                 | 10. Friedrich Carl zu Stolberg-Gedern          | 20. Ludwig Christian zu Stolberg-Gedern                 |  |  |       |  |  |                                   |  |  |                                               |  |
|                                               |                                 | 10. Friedrich Carl zu Stolberg-Gedern          | 20. Ludwig Christian zu Stolberg-Gedern                 |  |  |       |  |  |                                   |  |  |                                               |  |
|                                               |                                 | 10. Friedrich Carl zu Stolberg-Gedern          | 21. Christine von Mecklenburg-Güstrow                   |  |  |       |  |  |                                   |  |  |                                               |  |
| 5. Caroline zu Stolberg-Gedern                |                                 | 10. Friedrich Carl zu Stolberg-Gedern          |                                                         |  |  |       |  |  |                                   |  |  |                                               |  |
|                                               |                                 | 11. Luise Henriette von Nassau-Saarbrücken     | 22. Ludwig Kraft von Nassau-Saarbrücken (= 18)          |  |  |       |  |  |                                   |  |  |                                               |  |
|                                               |                                 | 11. Luise Henriette von Nassau-Saarbrücken     | 22. Ludwig Kraft von Nassau-Saarbrücken (= 18)          |  |  |       |  |  |                                   |  |  |                                               |  |
|                                               |                                 | 11. Luise Henriette von Nassau-Saarbrücken     | 23. Philippine Henriette zu Hohenlohe-Langenburg (= 19) |  |  |       |  |  |                                   |  |  |                                               |  |
| 1. Ernst I zu Hohenlohe-Langenburg            |                                 | 11. Luise Henriette von Nassau-Saarbrücken     |                                                         |  |  |       |  |  |                                   |  |  |                                               |  |
|                                               | 12. Johann Karl zu Solms-Baruth | 24. Johann Christian I zu Solms-Baruth         |                                                         |  |  |       |  |  |                                   |  |  |                                               |  |
|                                               | 12. Johann Karl zu Solms-Baruth | 24. Johann Christian I zu Solms-Baruth         |                                                         |  |  |       |  |  |                                   |  |  |                                               |  |
|                                               | 12. Johann Karl zu Solms-Baruth | 25. Helena Constantia Henckel von Donnersmarck |                                                         |  |  |       |  |  |                                   |  |  |                                               |  |
| 6. Johann Christian II zu Solms-Baruth        | 12. Johann Karl zu Solms-Baruth |                                                |                                                         |  |  |       |  |  |                                   |  |  |                                               |  |
|                                               |                                 | 13. Luise zur Lippe-Biesterfeld                | 26. Rudolf Ferdinand zur Lippe-Biesterfeld              |  |  |       |  |  |                                   |  |  |                                               |  |
|                                               |                                 | 13. Luise zur Lippe-Biesterfeld                | 26. Rudolf Ferdinand zur Lippe-Biesterfeld              |  |  |       |  |  |                                   |  |  |                                               |  |
|                                               |                                 | 13. Luise zur Lippe-Biesterfeld                | 27. Juliane Louise von Kunowitz                         |  |  |       |  |  |                                   |  |  |                                               |  |
| 3. Amalie Henriette zu Solms-Baruth           |                                 | 13. Luise zur Lippe-Biesterfeld                |                                                         |  |  |       |  |  |                                   |  |  |                                               |  |
|                                               |                                 | 14. Heinrich VI zu Reuß-Köstritz               | 28. Heinrich XXIV zu Reuß-Köstritz                      |  |  |       |  |  |                                   |  |  |                                               |  |
|                                               |                                 | 14. Heinrich VI zu Reuß-Köstritz               | 28. Heinrich XXIV zu Reuß-Köstritz                      |  |  |       |  |  |                                   |  |  |                                               |  |
|                                               |                                 | 14. Heinrich VI zu Reuß-Köstritz               | 29. Emma Elionor von Promnitz-Dittersbach               |  |  |       |  |  |                                   |  |  |                                               |  |
| 7. Friederike Louise Sophie zu Reuß-Köstritz  |                                 | 14. Heinrich VI zu Reuß-Köstritz               |                                                         |  |  |       |  |  |                                   |  |  |                                               |  |
|                                               |                                 | 15. Henrica Casado de Monteleone               | 30. Antonio Casado y Velasco                            |  |  |       |  |  |                                   |  |  |                                               |  |
|                                               |                                 | 15. Henrica Casado de Monteleone               | 30. Antonio Casado y Velasco                            |  |  |       |  |  |                                   |  |  |                                               |  |
|                                               |                                 | 15. Henrica Casado de Monteleone               | 31. Marguerite Huguetan                                 |  |  |       |  |  |                                   |  |  |                                               |  |
|                                               |                                 | 15. Henrica Casado de Monteleone               |                                                         |  |  |       |  |  |                                   |  |  |                                               |  |

## Onorificenze

### Posizioni militari onorarie
| Forza militare             | Unità              | Posizione         |
| -------------------------- | ------------------ | ----------------- |
| Forze armate della Prussia | Esercito prussiano | Maggiore Generale |